# Petter Furuseth-Olsen
Petter Furuseth-Olsen (født 14. august 1978) er professionel fodboldspiller.
Han er nordmand og havde stor succes i svenske Hammarby IF i de første par år af dette årtusinde. I 2006 blev han kåret til årets spiller i Allsvenskan. I vinteren 2006/2007 skiftede han til Stabæk i Norge for at vise sig i hjemlandet dog uden succes. Han kom ikke til rette med de andre spillere, og derfor skiftede han i sommeren 2007 til Viborg FF. I efterårssæsonen 2007 var han den største profil hos Viborg FF. Efterfølgende skiftede han til FC Midtjylland, som han skrev en 3 årig kontrakt med gældende fra 1. januar 2008. Han havde kontrakt med FC Midtjylland indtil udgangen af 2010.
Han er kendt for sine tekniske færdigheder og sin hurtighed.